# Aspartato endopeptidasi
Le aspartato endopeptidasi o endopeptidasi aspartiche sono una tipologia di proteasi che possono avere origine differente (animale, vegetale o fungina). Devono il loro nome al sito catalitico caratterizzato dalla presenza di un residuo di acido aspartico, sulla base della classificazione svolta da Hartley nel 1960  e raggruppate nel database MEROPS.

## Aspartato endopeptidasi vegetali
Nel mondo vegetale sono state recentemente scoperte diverse proteasi, tra le quali alcune appartenenti a questa categoria. Altre categorie di proteasi sono, per esempio, le cisteina endopeptidasi, le serina endopeptidasi o le metallo endopeptidasi.

### Esempi
Tra i vegetali si possono citare:
- Centaurea calcitrapa L. (o fiordaliso stellato) nella quale è presente la cenprosina; [2]
- Glicine max (L.) Merr (o soia), da cui sono state isolate e caratterizzate almeno due diverse proteasi (soyAP1 e soyAP2); [3]
- Cynara cardunculus L. (o cardo), che presenta aspartato proteasi definite cardosine e ciprosine. [4]

### Applicazioni
Tali endopeptidasi vegetali sono utilizzate -principalmente a livello sperimentale- nel settore agro-alimentare, ad esempio in ambito caseario, in particolare gli enzimi estratti dal cardo. 